# Patrick Machado Ferreira
Patrick Machado Ferreira (Porto Alegre, 23 novembre 1998) è un calciatore brasiliano, centrocampista del Volta Redonda.

## Caratteristiche tecniche
È un trequartista.

## Carriera

### Club
Cresciuto nelle giovanili del Grêmio, ha esordito in prima squadra il 6 agosto 2017 in un match vinto 2-0 contro l'Atlético Mineiro.

## Statistiche

### Presenze e reti nei club
Statistiche aggiornate al 21 novembre 2017.
| Stagione        | Squadra         | Campionato      | Campionato | Campionato | Coppe nazionali | Coppe nazionali | Coppe nazionali | Coppe continentali | Coppe continentali | Coppe continentali | Altre coppe | Altre coppe | Altre coppe | Totale | Totale | Totale |
| Stagione        | Squadra         | Comp            | Pres       | Reti       | Comp            | Pres            | Reti            | Comp               | Pres               | Reti               | Comp        | Pres        | Reti        | Pres   | Reti   |        |
| --------------- | --------------- | --------------- | ---------- | ---------- | --------------- | --------------- | --------------- | ------------------ | ------------------ | ------------------ | ----------- | ----------- | ----------- | ------ | ------ | ------ |
| 2017            | Grêmio          | A+GAU           | 13+0       | 0          | CB              | 0               | 0               | CL                 | 0                  | 0                  | PL          | 1           | 0           | 14     | 0      |        |
| Totale carriera | Totale carriera | Totale carriera | 13         | 0          |                 | 0               | 0               |                    | 0                  | 0                  |             | 1           | 0           | 14     | 0      |        |

## Palmarès

### Competizioni internazionali
- Coppa Libertadores: 1

Grêmio: 2017

### Competizioni nazionali
- Campeonato Brasileiro Série C: 1

Volta Redonda: 2024